# Gregorio San Miguel
Gregorio San Miguel Angulo (Balmaseda, 2 dicembre 1940) è un ex ciclista su strada spagnolo.
Professionista dal 1964 al 1971, ha vinto due tappe e la classifica degli scalatori alla Vuelta a España, e ha inoltre indossato per un giorno la maglia gialla al Tour de France 1968.

## Carriera
Passato professionista nelle file della Olsa, dopo essersi messo in mostra con il secondo posto nel campionato nazionale dilettanti, già al primo anno riuscì ad ottenere una vittoria di tappa e un terzo posto finale nella Setmana Catalana; tuttavia restò una sola stagione in questa formazione: nel 1966 venne, infatti, messo sotto contratto dalla più quotata KAS.
Nella prima stagione con la KAS riuscì ad ottenere diversi risultati, soprattutto in corse in linea spagnole: fu terzo al Circuito de Getxo, alla Subida al Naranco, alla Subida a Urkiola ed anche al campionato spagnolo in salita. Alla Vuelta a España concluse tredicesimo, ma riuscì a conseguire una vittoria di tappa e la speciale classifica dedicata agli scalatori.
Nel 1967 partecipò al suo primo ed unico Giro d'Italia, che però non portò a termine, mentre nella Vuelta ottenne quello che sarà il miglior piazzamento in questa corsa, il settimo posto. L'anno dopo vinse numerose corse, tra cui anche una tappa del Tour de Suisse, ed ottenne un quarto posto al Tour de France, suo miglior piazzamento in assoluto in una corsa a tappe. In quell'edizione della Grande Boucle riuscì a conquistare la maglia gialla, ma non riuscì a reggere la tensione del primato e la cedette il giorno successivo al belga Herman Van Springel. Concluse a 3'17" dall'olandese Jan Janssen ed a soli quattordici secondi dal terzo posto di Ferdinand Bracke.
Nel 1969 prese nuovamente parte al Tour de France, ritirandosi, mentre alla Vuelta fu ottavo e vinse una tappa. Lasciò il professionismo al termine della stagione 1971.

## Palmarès
- 1964 (dilettanti)

Vuelta a Cantabria
- 1965

Trofeo Jaumendreu
Gran Premio San Juan y San Pedro de León
- 1966

Campionati spagnoli, Prova a cronometro per regioni
16ª tappa Vuelta a España
- 1967

Campionati spagnoli, Prova a cronometro per regioni
3ª tappa Volta a Catalunya
- 1968

Campionati spagnoli, Prova in montagna
Prueba Villafranca de Ordizia
Bordeaux-Saintes
4ª tappa Tour de Suisse
- 1969

Gran Premio Navarra
17ª tappa Vuelta a España

### Altri successi
- 1966

Classifica scalatori Vuelta a España
- 1968

Criterium di Maurs
Subida a la Reineta (corsa in salita)

## Piazzamenti

### Grandi Giri
- Giro d'Italia

1967: ritirato
- Tour de France

1966: 37º
1968: 4º
1969: ritirato
- Vuelta a España

1965: 41º
1966: 13º
1967: 7º
1968: 36º
1969: 8º
1971: ritirato

### Classiche monumento
- Milano-Sanremo

1969: 38º

### Competizioni mondiali
- Campionati del mondo

Zolder 1969 - In linea: 17º